# فرودگاه شوآل لیک واتر
فرودگاه شوآل لیک واتر (به انگلیسی: Shoal Lake Water Aerodrome) یک فرودگاه همگانی است که یک باند فرود آب دارد. این فرودگاه در کشور کانادا قرار دارد و در ارتفاع ۵۴۹ متری از سطح دریا واقع شده است.